# Informationskilde
En informationskilde er en kilde til information eller viden, dvs. en observation, en persons oplysninger, et dokument etc.